# Wilhelm Werner (Geodät)

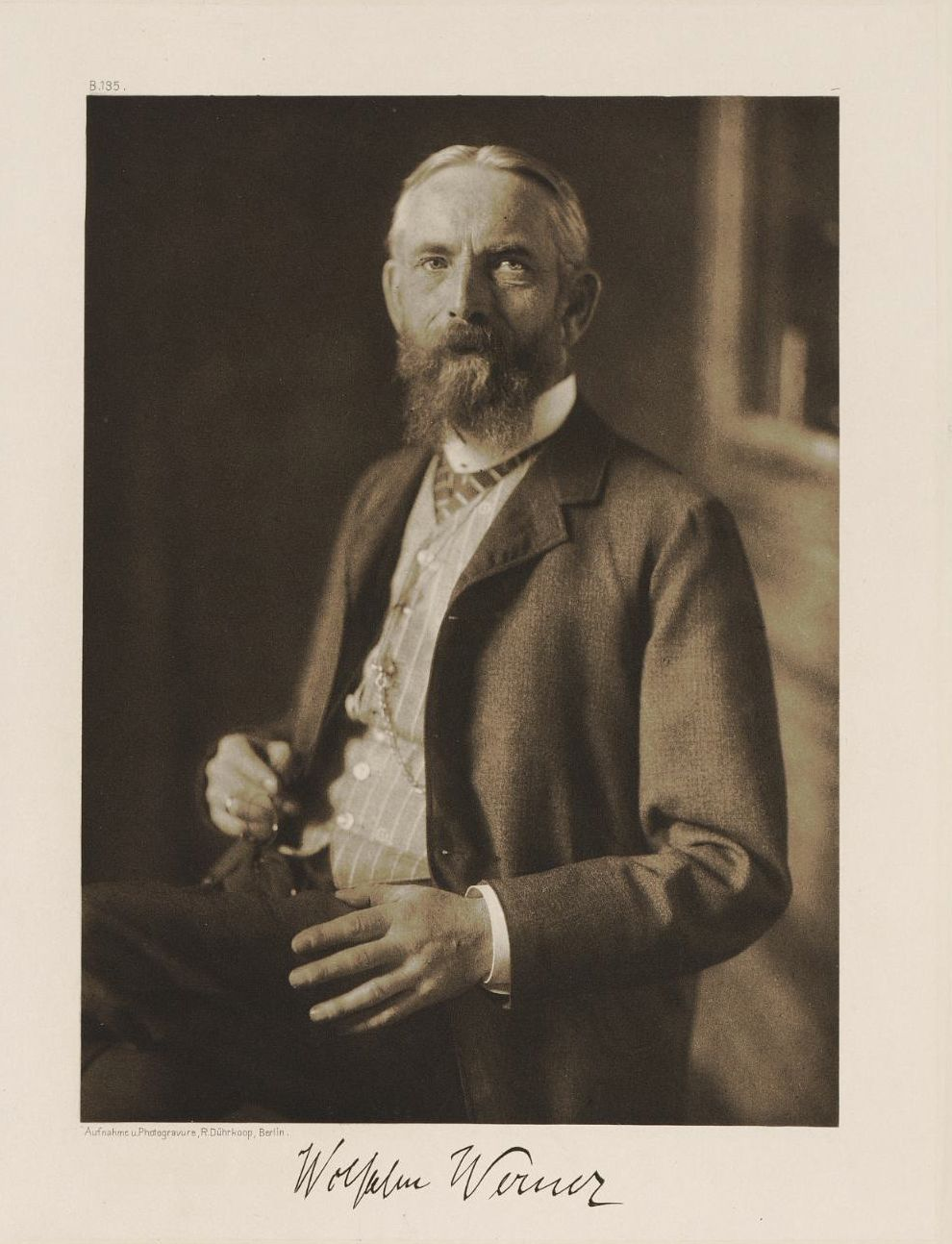
Wilhelm Werner, 1907, Foto von Rudolf Dührkoop

Wilhelm Werner (* 13. Juni 1850 in Mühlhausen/Thüringen; † 12. Mai 1915 in Charlottenburg) war ein deutscher Geodät und Hochschullehrer. 

## Leben und Wirken
Nach Besuch des Realgymnasiums in Erfurt und dem Studium der Ingenieurwissenschaften an der Gewerbeakademie in Berlin wirkte er ab 1873 als Assistent am Geodätischen Institut in Berlin unter der Leitung von General Johann Jacob Baeyer. Als solcher wurde er mit verschiedenen Arbeiten der geodätischen Sektion unter Professor Richard Sadebeck, später unter Professor Otto Börsch konfrontiert, die zum Arbeitsplan der europäischen Erdvermessung gehörten, wie Triangulation, trigonometrische Höhenvermessungen und Polhöhenbestimmungen. 1886 und 1887 führte er das astronomische Nivellement im Harz von Braunschweig bis zur dänischen Grenze zur Bestimmung von Lotabweichungen aus. 1886 wurde er als Nachfolger von Friedrich Robert Helmert, der nach Potsdam gewechselt war, zum Professor für praktische Geometrie und Geodäsie an der Technischen Hochschule in Aachen ernannt. Hier nahm er an  der vermessungstechnischen Vorbereitung und Betreuung mehrerer Talsperren, u. a. der Urfttalsperre in der Vordereifel, teil. 1902 folgte er einem Ruf an die Technische Hochschule in Charlottenburg als Lehrstuhlinhaber für Geodäsie und Nachfolger von Geheimrat Professor Richard Doergens. Sein besonderes Anliegen war es, die ihm anvertrauten Studenten nicht nur theoretisch zu unterrichten, sondern sie auch mit praktischen Erfahrungen auszustatten. 1905 wurde ihm der Charakter als Geheimer Regierungsrat verliehen. Weiterhin wurde er 1910 mit dem Kronenorden III. Klasse und 1913 mit dem Roten Adlerorden III. Klasse ausgezeichnet. 
Seine letzte Ruhestätte befindet sich auf dem Südwestkirchhof Stahnsdorf.

## Schrift
- Ueber die Beziehung der bei der Stations-Ausgleichung gewählten Nullrichtung. Publication des Königlich preußischen Geodätischen Instituts, Berlin 1880